# キム・ボドゥニア
キム・ボドゥニア（Kim Bodnia、1965年4月12日 - ）はデンマークの俳優。デンマークで最も大成した俳優の1人とされている。

## 略歴
1994年のオーレ・ボールネダル監督による映画『モルグ』で注目され、デンマーク映画アカデミーによるロバート賞の助演男優賞を受賞する。その後、ニコラス・ウィンディング・レフン監督の『プッシャー』（1996年）や『ブリーダー』（1999年）に主演している。
2008年の『Frygtelig lykkelig』でボディル賞（デンマーク映画批評家協会賞）の助演男優賞を受賞している。

### 私生活
『モルグ』で共演した女優ロッテ・メレーテ・アンデルセンとの間に息子を1人もうけるが結婚はしていない。その息子ルイス・ボドゥニア・アンデルセンは俳優となり、ドラマ『キリング・イヴ/Killing Eve』シーズン4で、父キム・ボドゥニアが演じるコンスタンティンの若い頃を演じている。
その後、同じく『モルグ』で共演した女優のリッケ・ルイーズ・アンデルソンと結婚し、3子をもうけている。

## 主な出演作品

### 映画
- モルグ/屍体消失 Nattevagten (1994)
- プッシャー Pusher (1996)
- ブリーダー Bleeder (1999)
- ゼイ・イート・ドッグス I Kina spiser de hunde (1999)
- キング・オブ・パイレーツ Jolly Roger (2001) ※日本劇場未公開
- ゲット・ザ・マネー Gamle mænd i nye biler (2002) ※日本劇場未公開
- 72時間 Kandidaten (2008)
- 未来を生きる君たちへ Hævnen (2010)
- 愛さえあれば Den skaldede frisør (2012)
- 孤高のスナイパー Skytten (2013) ※日本劇場未公開、WOWOW放送時のタイトルは『ザ・シューター 孤高のテロリスト』
- アブノーマル・バケーション 〜ある女優が堕ちるまで〜 The Stranger Within (2013) ※日本劇場未公開
- セリーナ 炎の女 Serena (2014)
- ヴァイオリン・プレイヤー Viulisti (2018)
- F1/エフワン F1 (2025)

### テレビ
- ロード・オブ・ウォリアーズ Snapphanar (2006)
- THE KILLING/キリング Forbrydelsen (2007) ※シーズン1の3エピソードにゲスト出演
- ゾウズ・フー・キル2 殺意の深層 Den som dræber (2011) ※2エピソードにゲスト出演
- THE BRIDGE/ブリッジ Broen (2011 - 2013)
- キリング・イヴ/Killing Eve Killing Eve (2018 - 2022)
- 王への手紙 The Letter for the King （2020）
- ウィッチャー The Witcher (2021) ※シーズン2